# Rupela adunca
Rupela adunca är en fjärilsart som beskrevs av Heinrich 1937. Rupela adunca ingår i släktet Rupela och familjen Crambidae. Inga underarter finns listade i Catalogue of Life.